# Tirreno-Adriático 2023
Tirreno-Adriático 2023 – 58. edycja wyścigu kolarskiego Tirreno-Adriático, która odbyła się w dniach od 6 do 12 marca 2023 na liczącej ponad 1170 kilometrów trasie składającej się z 7 etapów, biegnącej z Lido di Camaiore do San Benedetto del Tronto. Impreza kategorii 2.UWT była częścią UCI World Tour 2023.

## Etapy
| Etap | Data   | Start – Meta                                        | type                       | Dystans (km) | Suma wzniesień (m) | Zwycięzca etapu  | Lider         |
| ---- | ------ | --------------------------------------------------- | -------------------------- | ------------ | ------------------ | ---------------- | ------------- |
| 1    | 6 mar  | Lido di Camaiore – Lido di Camaiore                 | jazda indywidualna na czas | 11,5         | 34 m               | Filippo Ganna    | Filippo Ganna |
| 2    | 7 mar  | Camaiore – Follonica                                | pagórkowaty                | 210          | 2601 m             | Fabio Jakobsen   | Filippo Ganna |
| 3    | 8 mar  | Follonica – Foligno                                 | pagórkowaty                | 216          | 2601 m             | Jasper Philipsen | Filippo Ganna |
| 4    | 9 mar  | Greccio – Tortoreto                                 | górzysty                   | 218          | 2503 m             | Primož Roglič    | Lennard Kämna |
| 5    | 10 mar | Morro d'Oro – Sassotetto                            | górski                     | 168          | 3850 m             | Primož Roglič    | Primož Roglič |
| 6    | 11 mar | Osimo Stazione – Osimo                              | pagórkowaty                | 193          | 3610 m             | Primož Roglič    | Primož Roglič |
| 7    | 12 mar | San Benedetto del Tronto – San Benedetto del Tronto | płaski                     | 154          | 1660 m             | Jasper Philipsen | Primož Roglič |

## Uczestnicy

### Drużyny
| WorldTeams (18)- AG2R Citroën Team - Alpecin-Deceuninck - Astana Qazaqstan Team - Bahrain Victorious - Bora-Hansgrohe - Cofidis - EF Education-EasyPost - Groupama-FDJ - Ineos Grenadiers - Intermarché-Circus-Wanty - Jumbo-Visma - Movistar Team - Soudal Quick-Step - Arkéa-Samsic - Team Jayco AlUla - Team DSM - Trek-Segafredo - UAE Team Emirates ProTeams (7)- Eolo-Kometa - Green Project-Bardiani CSF-Faizanè - Israel-Premier Tech - Q36.5 Pro Cycling Team - Team Corratec - TotalEnergies - Tudor Pro Cycling Team |
| |

### Lista startowa
| Alpecin-Deceuninck ADC | Alpecin-Deceuninck ADC     | Alpecin-Deceuninck ADC |
| ---------------------- | -------------------------- | ---------------------- |
| Nr                     | Kolarz                     | Miejsce                |
| 1                      | Mathieu van der Poel (NED) | 49.                    |
| 2                      | Michael Gogl (AUT)         | DNS-2                  |
| 3                      | Jasper Philipsen (BEL)     | 82.                    |
| 4                      | Oscar Riesebeek (NED)      | 143.                   |
| 5                      | Ramon Sinkeldam (NED)      | 126.                   |
| 6                      | Robert Stannard (AUS)      | 51.                    |
| 7                      | Gianni Vermeersch (BEL)    | 65.                    |

| AG2R Citroën Team ACT | AG2R Citroën Team ACT        | AG2R Citroën Team ACT |
| --------------------- | ---------------------------- | --------------------- |
| Nr                    | Kolarz                       | Miejsce               |
| 11                    | Ben O’Connor (AUS)           | 13.                   |
| 12                    | Benoît Cosnefroy (FRA)       | 96.                   |
| 13                    | Felix Gall (AUT)             | 16.                   |
| 14                    | Nans Peters (FRA)            | 85.                   |
| 15                    | Michael Schär (SUI)          | 50.                   |
| 16                    | Greg Van Avermaet (BEL)      | 61.                   |
| 17                    | Valentin Paret-Peintre (FRA) | DNF-3                 |

| Astana Qazaqstan Team AST | Astana Qazaqstan Team AST    | Astana Qazaqstan Team AST |
| ------------------------- | ---------------------------- | ------------------------- |
| Nr                        | Kolarz                       | Miejsce                   |
| 21                        | Aleksiej Łucenko (KAZ)       | DNS-7                     |
| 22                        | Samuele Battistella (ITA)    | DNF-5                     |
| 23                        | Mark Cavendish (GBR) (szosa) | 121.                      |
| 24                        | Joe Dombrowski (USA)         | 108.                      |
| 25                        | Jewgienij Fiodorow (KAZ)     | 106.                      |
| 26                        | Gleb Syrica                  | 117.                      |
| 27                        | Leonardo Basso (ITA)         | 127.                      |

| Bahrain Victorious TBV | Bahrain Victorious TBV      | Bahrain Victorious TBV |
| ---------------------- | --------------------------- | ---------------------- |
| Nr                     | Kolarz                      | Miejsce                |
| 31                     | Mikel Landa (ESP)           | 7.                     |
| 32                     | Nikias Arndt (GER)          | 66.                    |
| 33                     | Phil Bauhaus (GER)          | 122.                   |
| 34                     | Santiago Buitrago (COL)     | 36.                    |
| 35                     | Damiano Caruso (ITA)        | 14.                    |
| 36                     | Fran Miholjević (CRO) (ITT) | 110.                   |
| 37                     | Andrea Pasqualon (ITA)      | 71.                    |

| Bora-Hansgrohe BOH | Bora-Hansgrohe BOH        | Bora-Hansgrohe BOH |
| ------------------ | ------------------------- | ------------------ |
| Nr                 | Kolarz                    | Miejsce            |
| 41                 | Jai Hindley (AUS)         | 15.                |
| 42                 | Cesare Benedetti (POL)    | DNF-6              |
| 43                 | Nico Denz (GER)           | 91.                |
| 44                 | Patrick Gamper (AUT)      | 141.               |
| 45                 | Lennard Kämna (GER) (ITT) | 4.                 |
| 46                 | Jordi Meeus (BEL)         | 120.               |
| 47                 | Aleksandr Własow          | 9.                 |

| Cofidis COF | Cofidis COF            | Cofidis COF |
| ----------- | ---------------------- | ----------- |
| Nr          | Kolarz                 | Miejsce     |
| 51          | Guillaume Martin (FRA) | 21.         |
| 52          | Davide Cimolai (ITA)   | 109.        |
| 53          | Simone Consonni (ITA)  | 94.         |
| 54          | Victor Lafay (FRA)     | DNF-6       |
| 55          | Anthony Perez (FRA)    | 68.         |
| 56          | Rémy Rochas (FRA)      | DNF-6       |
| 57          | Axel Zingle (FRA)      | 57.         |

| EF Education-EasyPost EFE | EF Education-EasyPost EFE    | EF Education-EasyPost EFE |
| ------------------------- | ---------------------------- | ------------------------- |
| Nr                        | Kolarz                       | Miejsce                   |
| 61                        | Jonathan Caicedo (ECU) (ITT) | DNS-5                     |
| 62                        | Andrey Amador (CRC)          | DNS-2                     |
| 63                        | Hugh Carthy (GBR)            | 8.                        |
| 64                        | Mikkel Frølich Honoré (DEN)  | 38.                       |
| 65                        | Jens Keukeleire (BEL)        | 67.                       |
| 66                        | Sean Quinn (USA)             | DNF-6                     |
| 67                        | Julius van den Berg (NED)    | DNS-5                     |

| Eolo-Kometa EOK | Eolo-Kometa EOK         | Eolo-Kometa EOK |
| --------------- | ----------------------- | --------------- |
| Nr              | Kolarz                  | Miejsce         |
| 71              | Lorenzo Fortunato (ITA) | 26.             |
| 72              | Davide Bais (ITA)       | 140.            |
| 73              | Mattia Bais (ITA)       | 136.            |
| 74              | Erik Fetter (HUN) (ITT) | 101.            |
| 75              | Francesco Gavazzi (ITA) | 80.             |
| 76              | Mirco Maestri (ITA)     | 114.            |
| 77              | Samuele Rivi (ITA)      | 145.            |

| Green Project-Bardiani CSF-Faizanè BCF | Green Project-Bardiani CSF-Faizanè BCF | Green Project-Bardiani CSF-Faizanè BCF |
| -------------------------------------- | -------------------------------------- | -------------------------------------- |
| Nr                                     | Kolarz                                 | Miejsce                                |
| 81                                     | Alessandro Tonelli (ITA)               | 47.                                    |
| 82                                     | Luca Colnaghi (ITA)                    | 132.                                   |
| 83                                     | Riccardo Lucca (ITA)                   | 144.                                   |
| 84                                     | Filippo Magli (ITA)                    | 129.                                   |
| 85                                     | Alessandro Santaromita (ITA)           | 56.                                    |
| 86                                     | Manuele Tarozzi (ITA)                  | 142.                                   |
| 87                                     | Samuele Zoccarato (ITA)                | 59.                                    |

| Groupama-FDJ GFC | Groupama-FDJ GFC           | Groupama-FDJ GFC |
| ---------------- | -------------------------- | ---------------- |
| Nr               | Kolarz                     | Miejsce          |
| 91               | Thibaut Pinot (FRA)        | 10.              |
| 92               | Bruno Armirail (FRA) (ITT) | 70.              |
| 93               | Olivier Le Gac (FRA)       | 74.              |
| 94               | Fabian Lienhard (SUI)      | 128.             |
| 95               | Valentin Madouas (FRA)     | 23.              |
| 96               | Quentin Pacher (FRA)       | 40.              |
| 97               | Jake Stewart (GBR)         | 92.              |

| Ineos Grenadiers IGD | Ineos Grenadiers IGD      | Ineos Grenadiers IGD |
| -------------------- | ------------------------- | -------------------- |
| Nr                   | Kolarz                    | Miejsce              |
| 101                  | Thymen Arensman (NED)     | 22.                  |
| 102                  | Laurens De Plus (BEL)     | DNF-6                |
| 103                  | Filippo Ganna (ITA) (ITT) | 76.                  |
| 104                  | Tao Geoghegan Hart (GBR)  | 3.                   |
| 105                  | Michał Kwiatkowski (POL)  | 90.                  |
| 106                  | Thomas Pidcock (GBR)      | DNF-7                |
| 107                  | Magnus Sheffield (USA)    | 28.                  |

| Intermarché-Circus-Wanty ICW | Intermarché-Circus-Wanty ICW | Intermarché-Circus-Wanty ICW |
| ---------------------------- | ---------------------------- | ---------------------------- |
| Nr                           | Kolarz                       | Miejsce                      |
| 111                          | Biniam Girmay (ERI) (ITT)    | 81.                          |
| 112                          | Sven Erik Bystrøm (NOR)      | 62.                          |
| 113                          | Niccolò Bonifazio (ITA)      | 84.                          |
| 114                          | Lorenzo Rota (ITA)           | 25.                          |
| 115                          | Mike Teunissen (NED)         | 60.                          |
| 116                          | Loïc Vliegen (BEL)           | DNF-5                        |
| 117                          | Georg Zimmermann (GER)       | 48.                          |

| Israel-Premier Tech IPT | Israel-Premier Tech IPT    | Israel-Premier Tech IPT |
| ----------------------- | -------------------------- | ----------------------- |
| Nr                      | Kolarz                     | Miejsce                 |
| 121                     | Michael Woods (CAN)        | 20.                     |
| 123                     | Derek Gee (CAN) (ITT)      | 41.                     |
| 124                     | Omer Goldstein (ISR) (ITT) | 95.                     |
| 125                     | Krists Neilands (LAT)      | 54.                     |
| 126                     | Giacomo Nizzolo (ITA)      | 111.                    |
| 127                     | Mads Würtz Schmidt (DEN)   | 63.                     |

| Jumbo-Visma TJV | Jumbo-Visma TJV             | Jumbo-Visma TJV |
| --------------- | --------------------------- | --------------- |
| Nr              | Kolarz                      | Miejsce         |
| 131             | Primož Roglič (SLO)         | 1.              |
| 132             | Tiesj Benoot (BEL)          | 34.             |
| 133             | Koen Bouwman (NED)          | 55.             |
| 134             | Wilco Kelderman (NED)       | DNS-7           |
| 135             | Attila Valter (HUN) (szosa) | 37.             |
| 136             | Wout van Aert (BEL)         | 53.             |
| 137             | Dylan van Baarle (NED)      | DNF-6           |

| Movistar Team MOV | Movistar Team MOV      | Movistar Team MOV |
| ----------------- | ---------------------- | ----------------- |
| Nr                | Kolarz                 | Miejsce           |
| 141               | Enric Mas (ESP)        | 6.                |
| 142               | Alex Aranburu (ESP)    | 45.               |
| 143               | Jorge Arcas (ESP)      | 75.               |
| 144               | Fernando Gaviria (COL) | 115.              |
| 145               | Nelson Oliveira (POR)  | 31.               |
| 146               | Albert Torres (ESP)    | 104.              |
| 147               | Carlos Verona (ESP)    | 29.               |

| Q36.5 Pro Cycling Team Q36 | Q36.5 Pro Cycling Team Q36 | Q36.5 Pro Cycling Team Q36 |
| -------------------------- | -------------------------- | -------------------------- |
| Nr                         | Kolarz                     | Miejsce                    |
| 151                        | Gianluca Brambilla (ITA)   | 42.                        |
| 152                        | Negasi Abreha (ETH)        | 135.                       |
| 153                        | Jack Bauer (NZL)           | 77.                        |
| 154                        | Filippo Conca (ITA)        | DNF-5                      |
| 155                        | Mark Donovan (GBR)         | 46.                        |
| 156                        | Damien Howson (AUS)        | 17.                        |
| 157                        | Matteo Moschetti (ITA)     | 118.                       |

| Soudal Quick-Step SOQ | Soudal Quick-Step SOQ        | Soudal Quick-Step SOQ |
| --------------------- | ---------------------------- | --------------------- |
| Nr                    | Kolarz                       | Miejsce               |
| 161                   | Julian Alaphilippe (FRA)     | 30.                   |
| 162                   | Andrea Bagioli (ITA)         | 43.                   |
| 163                   | Davide Ballerini (ITA)       | 86.                   |
| 164                   | Dries Devenyns (BEL)         | 146.                  |
| 165                   | Fabio Jakobsen (NED) (szosa) | 125.                  |
| 166                   | Casper Pedersen (DEN)        | 79.                   |
| 167                   | Bert Van Lerberghe (BEL)     | 113.                  |

| Arkéa-Samsic ARK | Arkéa-Samsic ARK         | Arkéa-Samsic ARK |
| ---------------- | ------------------------ | ---------------- |
| Nr               | Kolarz                   | Miejsce          |
| 171              | Warren Barguil (FRA)     | 24.              |
| 172              | Nacer Bouhanni (FRA)     | DNS-5            |
| 173              | Donavan Grondin (FRA)    | 107.             |
| 174              | Simon Guglielmi (FRA)    | 27.              |
| 175              | Laurent Pichon (FRA)     | 78.              |
| 176              | Cristián Rodríguez (ESP) | 33.              |
| 177              | Clément Russo (FRA)      | 88.              |

| Team Corratec COR | Team Corratec COR        | Team Corratec COR |
| ----------------- | ------------------------ | ----------------- |
| Nr                | Kolarz                   | Miejsce           |
| 181               | Valerio Conti (ITA)      | 123.              |
| 182               | Stefano Gandin (ITA)     | 137.              |
| 183               | Alessandro Iacchi (ITA)  | DNF-7             |
| 184               | Alexander Konychev (ITA) | 105.              |
| 185               | Jan Stöckli (SUI)        | 133.              |
| 186               | Nicolás Tivani (ARG)     | 100.              |
| 187               | Attilio Viviani (ITA)    | OTL-1             |

| Team DSM DSM | Team DSM DSM                  | Team DSM DSM |
| ------------ | ----------------------------- | ------------ |
| Nr           | Kolarz                        | Miejsce      |
| 191          | Andreas Leknessund (NOR)      | 18.          |
| 192          | Alberto Dainese (ITA)         | 131.         |
| 193          | Jonas Iversby Hvideberg (NOR) | DNF-6        |
| 194          | Marius Mayrhofer (GER)        | 89.          |
| 195          | Florian Stork (GER)           | 32.          |
| 196          | Henri Vandenabeele (BEL)      | 58.          |
| 197          | Harm Vanhoucke (BEL)          | 19.          |

| Team Jayco AlUla JAY | Team Jayco AlUla JAY       | Team Jayco AlUla JAY |
| -------------------- | -------------------------- | -------------------- |
| Nr                   | Kolarz                     | Miejsce              |
| 201                  | Dylan Groenewegen (NED)    | 116.                 |
| 202                  | Alessandro De Marchi (ITA) | 93.                  |
| 203                  | Michael Hepburn (AUS)      | 139.                 |
| 204                  | Jan Maas (NED)             | 134.                 |
| 205                  | Luka Mezgec (SLO)          | 119.                 |
| 206                  | Elmar Reinders (NED)       | 112.                 |
| 207                  | Zdeněk Štybar (CZE)        | 103.                 |

| TotalEnergies TEN | TotalEnergies TEN         | TotalEnergies TEN |
| ----------------- | ------------------------- | ----------------- |
| Nr                | Kolarz                    | Miejsce           |
| 211               | Peter Sagan (SVK) (szosa) | 98.               |
| 212               | Maciej Bodnar (POL) (ITT) | DNS-6             |
| 213               | Mathieu Burgaudeau (FRA)  | DNF-6             |
| 214               | Steff Cras (BEL)          | DNS-7             |
| 215               | Valentin Ferron (FRA)     | 69.               |
| 216               | Daniel Oss (ITA)          | 87.               |
| 217               | Julien Simon (FRA)        | DNS-5             |

| Trek-Segafredo TFS | Trek-Segafredo TFS            | Trek-Segafredo TFS |
| ------------------ | ----------------------------- | ------------------ |
| Nr                 | Kolarz                        | Miejsce            |
| 221                | Giulio Ciccone (ITA)          | 5.                 |
| 222                | Dario Cataldo (ITA)           | 64.                |
| 223                | Amanuel Ghebreigzabhier (ERI) | 138.               |
| 224                | Markus Hoelgaard (NOR)        | 83.                |
| 225                | Quinn Simmons (USA)           | 72.                |
| 226                | Toms Skujiņš (LAT) (ITT)      | 39.                |
| 227                | Edward Theuns (BEL)           | 99.                |

| Tudor Pro Cycling Team TUD | Tudor Pro Cycling Team TUD   | Tudor Pro Cycling Team TUD |
| -------------------------- | ---------------------------- | -------------------------- |
| Nr                         | Kolarz                       | Miejsce                    |
| 231                        | Sébastien Reichenbach (SUI)  | DNF-7                      |
| 232                        | Tom Bohli (SUI)              | 130.                       |
| 233                        | Lucas Eriksson (SWE) (szosa) | 97.                        |
| 234                        | Arthur Kluckers (LUX)        | 73.                        |
| 235                        | Simon Pellaud (SUI)          | 147.                       |
| 236                        | Roland Thalmann (SUI)        | 102.                       |
| 237                        | Yannis Voisard (SUI)         | 52.                        |

| UAE Team Emirates UAD | UAE Team Emirates UAD       | UAE Team Emirates UAD |
| --------------------- | --------------------------- | --------------------- |
| Nr                    | Kolarz                      | Miejsce               |
| 241                   | Adam Yates (GBR)            | 11.                   |
| 242                   | George Bennett (NZL)        | 44.                   |
| 243                   | Alessandro Covi (ITA)       | DNF-6                 |
| 244                   | Davide Formolo (ITA)        | 35.                   |
| 245                   | João Almeida (POR) (szosa)  | 2.                    |
| 246                   | Brandon McNulty (USA)       | 12.                   |
| 247                   | Juan Sebastián Molano (COL) | 124.                  |

| Alpecin-Deceuninck ADC | Alpecin-Deceuninck ADC     | Alpecin-Deceuninck ADC |
| ---------------------- | -------------------------- | ---------------------- |
| Nr                     | Kolarz                     | Miejsce                |
| 1                      | Mathieu van der Poel (NED) | 49.                    |
| 2                      | Michael Gogl (AUT)         | DNS-2                  |
| 3                      | Jasper Philipsen (BEL)     | 82.                    |
| 4                      | Oscar Riesebeek (NED)      | 143.                   |
| 5                      | Ramon Sinkeldam (NED)      | 126.                   |
| 6                      | Robert Stannard (AUS)      | 51.                    |
| 7                      | Gianni Vermeersch (BEL)    | 65.                    |

| AG2R Citroën Team ACT | AG2R Citroën Team ACT        | AG2R Citroën Team ACT |
| --------------------- | ---------------------------- | --------------------- |
| Nr                    | Kolarz                       | Miejsce               |
| 11                    | Ben O’Connor (AUS)           | 13.                   |
| 12                    | Benoît Cosnefroy (FRA)       | 96.                   |
| 13                    | Felix Gall (AUT)             | 16.                   |
| 14                    | Nans Peters (FRA)            | 85.                   |
| 15                    | Michael Schär (SUI)          | 50.                   |
| 16                    | Greg Van Avermaet (BEL)      | 61.                   |
| 17                    | Valentin Paret-Peintre (FRA) | DNF-3                 |

| Astana Qazaqstan Team AST | Astana Qazaqstan Team AST    | Astana Qazaqstan Team AST |
| ------------------------- | ---------------------------- | ------------------------- |
| Nr                        | Kolarz                       | Miejsce                   |
| 21                        | Aleksiej Łucenko (KAZ)       | DNS-7                     |
| 22                        | Samuele Battistella (ITA)    | DNF-5                     |
| 23                        | Mark Cavendish (GBR) (szosa) | 121.                      |
| 24                        | Joe Dombrowski (USA)         | 108.                      |
| 25                        | Jewgienij Fiodorow (KAZ)     | 106.                      |
| 26                        | Gleb Syrica                  | 117.                      |
| 27                        | Leonardo Basso (ITA)         | 127.                      |

| Bahrain Victorious TBV | Bahrain Victorious TBV      | Bahrain Victorious TBV |
| ---------------------- | --------------------------- | ---------------------- |
| Nr                     | Kolarz                      | Miejsce                |
| 31                     | Mikel Landa (ESP)           | 7.                     |
| 32                     | Nikias Arndt (GER)          | 66.                    |
| 33                     | Phil Bauhaus (GER)          | 122.                   |
| 34                     | Santiago Buitrago (COL)     | 36.                    |
| 35                     | Damiano Caruso (ITA)        | 14.                    |
| 36                     | Fran Miholjević (CRO) (ITT) | 110.                   |
| 37                     | Andrea Pasqualon (ITA)      | 71.                    |

| Bora-Hansgrohe BOH | Bora-Hansgrohe BOH        | Bora-Hansgrohe BOH |
| ------------------ | ------------------------- | ------------------ |
| Nr                 | Kolarz                    | Miejsce            |
| 41                 | Jai Hindley (AUS)         | 15.                |
| 42                 | Cesare Benedetti (POL)    | DNF-6              |
| 43                 | Nico Denz (GER)           | 91.                |
| 44                 | Patrick Gamper (AUT)      | 141.               |
| 45                 | Lennard Kämna (GER) (ITT) | 4.                 |
| 46                 | Jordi Meeus (BEL)         | 120.               |
| 47                 | Aleksandr Własow          | 9.                 |

| Cofidis COF | Cofidis COF            | Cofidis COF |
| ----------- | ---------------------- | ----------- |
| Nr          | Kolarz                 | Miejsce     |
| 51          | Guillaume Martin (FRA) | 21.         |
| 52          | Davide Cimolai (ITA)   | 109.        |
| 53          | Simone Consonni (ITA)  | 94.         |
| 54          | Victor Lafay (FRA)     | DNF-6       |
| 55          | Anthony Perez (FRA)    | 68.         |
| 56          | Rémy Rochas (FRA)      | DNF-6       |
| 57          | Axel Zingle (FRA)      | 57.         |

| EF Education-EasyPost EFE | EF Education-EasyPost EFE    | EF Education-EasyPost EFE |
| ------------------------- | ---------------------------- | ------------------------- |
| Nr                        | Kolarz                       | Miejsce                   |
| 61                        | Jonathan Caicedo (ECU) (ITT) | DNS-5                     |
| 62                        | Andrey Amador (CRC)          | DNS-2                     |
| 63                        | Hugh Carthy (GBR)            | 8.                        |
| 64                        | Mikkel Frølich Honoré (DEN)  | 38.                       |
| 65                        | Jens Keukeleire (BEL)        | 67.                       |
| 66                        | Sean Quinn (USA)             | DNF-6                     |
| 67                        | Julius van den Berg (NED)    | DNS-5                     |

| Eolo-Kometa EOK | Eolo-Kometa EOK         | Eolo-Kometa EOK |
| --------------- | ----------------------- | --------------- |
| Nr              | Kolarz                  | Miejsce         |
| 71              | Lorenzo Fortunato (ITA) | 26.             |
| 72              | Davide Bais (ITA)       | 140.            |
| 73              | Mattia Bais (ITA)       | 136.            |
| 74              | Erik Fetter (HUN) (ITT) | 101.            |
| 75              | Francesco Gavazzi (ITA) | 80.             |
| 76              | Mirco Maestri (ITA)     | 114.            |
| 77              | Samuele Rivi (ITA)      | 145.            |

| Green Project-Bardiani CSF-Faizanè BCF | Green Project-Bardiani CSF-Faizanè BCF | Green Project-Bardiani CSF-Faizanè BCF |
| -------------------------------------- | -------------------------------------- | -------------------------------------- |
| Nr                                     | Kolarz                                 | Miejsce                                |
| 81                                     | Alessandro Tonelli (ITA)               | 47.                                    |
| 82                                     | Luca Colnaghi (ITA)                    | 132.                                   |
| 83                                     | Riccardo Lucca (ITA)                   | 144.                                   |
| 84                                     | Filippo Magli (ITA)                    | 129.                                   |
| 85                                     | Alessandro Santaromita (ITA)           | 56.                                    |
| 86                                     | Manuele Tarozzi (ITA)                  | 142.                                   |
| 87                                     | Samuele Zoccarato (ITA)                | 59.                                    |

| Groupama-FDJ GFC | Groupama-FDJ GFC           | Groupama-FDJ GFC |
| ---------------- | -------------------------- | ---------------- |
| Nr               | Kolarz                     | Miejsce          |
| 91               | Thibaut Pinot (FRA)        | 10.              |
| 92               | Bruno Armirail (FRA) (ITT) | 70.              |
| 93               | Olivier Le Gac (FRA)       | 74.              |
| 94               | Fabian Lienhard (SUI)      | 128.             |
| 95               | Valentin Madouas (FRA)     | 23.              |
| 96               | Quentin Pacher (FRA)       | 40.              |
| 97               | Jake Stewart (GBR)         | 92.              |

| Ineos Grenadiers IGD | Ineos Grenadiers IGD      | Ineos Grenadiers IGD |
| -------------------- | ------------------------- | -------------------- |
| Nr                   | Kolarz                    | Miejsce              |
| 101                  | Thymen Arensman (NED)     | 22.                  |
| 102                  | Laurens De Plus (BEL)     | DNF-6                |
| 103                  | Filippo Ganna (ITA) (ITT) | 76.                  |
| 104                  | Tao Geoghegan Hart (GBR)  | 3.                   |
| 105                  | Michał Kwiatkowski (POL)  | 90.                  |
| 106                  | Thomas Pidcock (GBR)      | DNF-7                |
| 107                  | Magnus Sheffield (USA)    | 28.                  |

| Intermarché-Circus-Wanty ICW | Intermarché-Circus-Wanty ICW | Intermarché-Circus-Wanty ICW |
| ---------------------------- | ---------------------------- | ---------------------------- |
| Nr                           | Kolarz                       | Miejsce                      |
| 111                          | Biniam Girmay (ERI) (ITT)    | 81.                          |
| 112                          | Sven Erik Bystrøm (NOR)      | 62.                          |
| 113                          | Niccolò Bonifazio (ITA)      | 84.                          |
| 114                          | Lorenzo Rota (ITA)           | 25.                          |
| 115                          | Mike Teunissen (NED)         | 60.                          |
| 116                          | Loïc Vliegen (BEL)           | DNF-5                        |
| 117                          | Georg Zimmermann (GER)       | 48.                          |

| Israel-Premier Tech IPT | Israel-Premier Tech IPT    | Israel-Premier Tech IPT |
| ----------------------- | -------------------------- | ----------------------- |
| Nr                      | Kolarz                     | Miejsce                 |
| 121                     | Michael Woods (CAN)        | 20.                     |
| 123                     | Derek Gee (CAN) (ITT)      | 41.                     |
| 124                     | Omer Goldstein (ISR) (ITT) | 95.                     |
| 125                     | Krists Neilands (LAT)      | 54.                     |
| 126                     | Giacomo Nizzolo (ITA)      | 111.                    |
| 127                     | Mads Würtz Schmidt (DEN)   | 63.                     |

| Jumbo-Visma TJV | Jumbo-Visma TJV             | Jumbo-Visma TJV |
| --------------- | --------------------------- | --------------- |
| Nr              | Kolarz                      | Miejsce         |
| 131             | Primož Roglič (SLO)         | 1.              |
| 132             | Tiesj Benoot (BEL)          | 34.             |
| 133             | Koen Bouwman (NED)          | 55.             |
| 134             | Wilco Kelderman (NED)       | DNS-7           |
| 135             | Attila Valter (HUN) (szosa) | 37.             |
| 136             | Wout van Aert (BEL)         | 53.             |
| 137             | Dylan van Baarle (NED)      | DNF-6           |

| Movistar Team MOV | Movistar Team MOV      | Movistar Team MOV |
| ----------------- | ---------------------- | ----------------- |
| Nr                | Kolarz                 | Miejsce           |
| 141               | Enric Mas (ESP)        | 6.                |
| 142               | Alex Aranburu (ESP)    | 45.               |
| 143               | Jorge Arcas (ESP)      | 75.               |
| 144               | Fernando Gaviria (COL) | 115.              |
| 145               | Nelson Oliveira (POR)  | 31.               |
| 146               | Albert Torres (ESP)    | 104.              |
| 147               | Carlos Verona (ESP)    | 29.               |

| Q36.5 Pro Cycling Team Q36 | Q36.5 Pro Cycling Team Q36 | Q36.5 Pro Cycling Team Q36 |
| -------------------------- | -------------------------- | -------------------------- |
| Nr                         | Kolarz                     | Miejsce                    |
| 151                        | Gianluca Brambilla (ITA)   | 42.                        |
| 152                        | Negasi Abreha (ETH)        | 135.                       |
| 153                        | Jack Bauer (NZL)           | 77.                        |
| 154                        | Filippo Conca (ITA)        | DNF-5                      |
| 155                        | Mark Donovan (GBR)         | 46.                        |
| 156                        | Damien Howson (AUS)        | 17.                        |
| 157                        | Matteo Moschetti (ITA)     | 118.                       |

| Soudal Quick-Step SOQ | Soudal Quick-Step SOQ        | Soudal Quick-Step SOQ |
| --------------------- | ---------------------------- | --------------------- |
| Nr                    | Kolarz                       | Miejsce               |
| 161                   | Julian Alaphilippe (FRA)     | 30.                   |
| 162                   | Andrea Bagioli (ITA)         | 43.                   |
| 163                   | Davide Ballerini (ITA)       | 86.                   |
| 164                   | Dries Devenyns (BEL)         | 146.                  |
| 165                   | Fabio Jakobsen (NED) (szosa) | 125.                  |
| 166                   | Casper Pedersen (DEN)        | 79.                   |
| 167                   | Bert Van Lerberghe (BEL)     | 113.                  |

| Arkéa-Samsic ARK | Arkéa-Samsic ARK         | Arkéa-Samsic ARK |
| ---------------- | ------------------------ | ---------------- |
| Nr               | Kolarz                   | Miejsce          |
| 171              | Warren Barguil (FRA)     | 24.              |
| 172              | Nacer Bouhanni (FRA)     | DNS-5            |
| 173              | Donavan Grondin (FRA)    | 107.             |
| 174              | Simon Guglielmi (FRA)    | 27.              |
| 175              | Laurent Pichon (FRA)     | 78.              |
| 176              | Cristián Rodríguez (ESP) | 33.              |
| 177              | Clément Russo (FRA)      | 88.              |

| Team Corratec COR | Team Corratec COR        | Team Corratec COR |
| ----------------- | ------------------------ | ----------------- |
| Nr                | Kolarz                   | Miejsce           |
| 181               | Valerio Conti (ITA)      | 123.              |
| 182               | Stefano Gandin (ITA)     | 137.              |
| 183               | Alessandro Iacchi (ITA)  | DNF-7             |
| 184               | Alexander Konychev (ITA) | 105.              |
| 185               | Jan Stöckli (SUI)        | 133.              |
| 186               | Nicolás Tivani (ARG)     | 100.              |
| 187               | Attilio Viviani (ITA)    | OTL-1             |

| Team DSM DSM | Team DSM DSM                  | Team DSM DSM |
| ------------ | ----------------------------- | ------------ |
| Nr           | Kolarz                        | Miejsce      |
| 191          | Andreas Leknessund (NOR)      | 18.          |
| 192          | Alberto Dainese (ITA)         | 131.         |
| 193          | Jonas Iversby Hvideberg (NOR) | DNF-6        |
| 194          | Marius Mayrhofer (GER)        | 89.          |
| 195          | Florian Stork (GER)           | 32.          |
| 196          | Henri Vandenabeele (BEL)      | 58.          |
| 197          | Harm Vanhoucke (BEL)          | 19.          |

| Team Jayco AlUla JAY | Team Jayco AlUla JAY       | Team Jayco AlUla JAY |
| -------------------- | -------------------------- | -------------------- |
| Nr                   | Kolarz                     | Miejsce              |
| 201                  | Dylan Groenewegen (NED)    | 116.                 |
| 202                  | Alessandro De Marchi (ITA) | 93.                  |
| 203                  | Michael Hepburn (AUS)      | 139.                 |
| 204                  | Jan Maas (NED)             | 134.                 |
| 205                  | Luka Mezgec (SLO)          | 119.                 |
| 206                  | Elmar Reinders (NED)       | 112.                 |
| 207                  | Zdeněk Štybar (CZE)        | 103.                 |

| TotalEnergies TEN | TotalEnergies TEN         | TotalEnergies TEN |
| ----------------- | ------------------------- | ----------------- |
| Nr                | Kolarz                    | Miejsce           |
| 211               | Peter Sagan (SVK) (szosa) | 98.               |
| 212               | Maciej Bodnar (POL) (ITT) | DNS-6             |
| 213               | Mathieu Burgaudeau (FRA)  | DNF-6             |
| 214               | Steff Cras (BEL)          | DNS-7             |
| 215               | Valentin Ferron (FRA)     | 69.               |
| 216               | Daniel Oss (ITA)          | 87.               |
| 217               | Julien Simon (FRA)        | DNS-5             |

| Trek-Segafredo TFS | Trek-Segafredo TFS            | Trek-Segafredo TFS |
| ------------------ | ----------------------------- | ------------------ |
| Nr                 | Kolarz                        | Miejsce            |
| 221                | Giulio Ciccone (ITA)          | 5.                 |
| 222                | Dario Cataldo (ITA)           | 64.                |
| 223                | Amanuel Ghebreigzabhier (ERI) | 138.               |
| 224                | Markus Hoelgaard (NOR)        | 83.                |
| 225                | Quinn Simmons (USA)           | 72.                |
| 226                | Toms Skujiņš (LAT) (ITT)      | 39.                |
| 227                | Edward Theuns (BEL)           | 99.                |

| Tudor Pro Cycling Team TUD | Tudor Pro Cycling Team TUD   | Tudor Pro Cycling Team TUD |
| -------------------------- | ---------------------------- | -------------------------- |
| Nr                         | Kolarz                       | Miejsce                    |
| 231                        | Sébastien Reichenbach (SUI)  | DNF-7                      |
| 232                        | Tom Bohli (SUI)              | 130.                       |
| 233                        | Lucas Eriksson (SWE) (szosa) | 97.                        |
| 234                        | Arthur Kluckers (LUX)        | 73.                        |
| 235                        | Simon Pellaud (SUI)          | 147.                       |
| 236                        | Roland Thalmann (SUI)        | 102.                       |
| 237                        | Yannis Voisard (SUI)         | 52.                        |

| UAE Team Emirates UAD | UAE Team Emirates UAD       | UAE Team Emirates UAD |
| --------------------- | --------------------------- | --------------------- |
| Nr                    | Kolarz                      | Miejsce               |
| 241                   | Adam Yates (GBR)            | 11.                   |
| 242                   | George Bennett (NZL)        | 44.                   |
| 243                   | Alessandro Covi (ITA)       | DNF-6                 |
| 244                   | Davide Formolo (ITA)        | 35.                   |
| 245                   | João Almeida (POR) (szosa)  | 2.                    |
| 246                   | Brandon McNulty (USA)       | 12.                   |
| 247                   | Juan Sebastián Molano (COL) | 124.                  |

Legenda: DNF – nie ukończył etapu, OTL – przekroczył limit czasu, DNS – nie wystartował do etapu, DSQ – zdyskwalifikowany. Numer przy skrócie oznacza etap, na którym kolarz opuścił wyścig.

## Wyniki etapów

### Etap 1
| Lido di Camaiore - Lido di Camaiore | jazda indywidualna na czas | (11,5 km) |

| \| Klasyfikacja etapu \| Klasyfikacja etapu \| Klasyfikacja etapu \| Klasyfikacja etapu \| Klasyfikacja etapu \| \| Kolarz \| Kolarz \| Państwo \| Drużyna \| Czas \| \| ------------------ \| ------------------ \| ------------------ \| ------------------ \| ------------------ \| \| 1. \| Filippo Ganna \| Włochy \| Ineos Grenadiers \| 12' 28" \| \| 2. \| Lennard Kämna \| Niemcy \| Bora-Hansgrohe \| + 28" \| \| 3. \| Magnus Sheffield \| Stany Zjednoczone \| Ineos Grenadiers \| + 31" \| \| 4. \| Michael Hepburn \| Australia \| Team Jayco AlUla \| + 33" \| \| 5. \| Brandon McNulty \| Stany Zjednoczone \| UAE Team Emirates \| + 34" \| \| 6. \| Thymen Arensman \| Holandia \| Ineos Grenadiers \| + 39" \| \| 7. \| João Almeida \| Portugalia \| UAE Team Emirates \| + 41" \| \| 8. \| Andreas Leknessund \| Norwegia \| Team DSM \| + 41" \| \| 9. \| Casper Pedersen \| Dania \| Soudal Quick-Step \| + 47" \| \| 10. \| Wilco Kelderman \| Holandia \| Jumbo-Visma \| + 48" \| |                    |                   |                   |         |
| |                    |                   |                   |         |
| Źródło: ProCyclingStats |                    |                   |                   |         |
| Klasyfikacja etapu |                    |                   |                   |         |
| Kolarz | Kolarz             | Państwo           | Drużyna           | Czas    |
| 1. | Filippo Ganna      | Włochy            | Ineos Grenadiers  | 12' 28" |
| 2. | Lennard Kämna      | Niemcy            | Bora-Hansgrohe    | + 28"   |
| 3. | Magnus Sheffield   | Stany Zjednoczone | Ineos Grenadiers  | + 31"   |
| 4. | Michael Hepburn    | Australia         | Team Jayco AlUla  | + 33"   |
| 5. | Brandon McNulty    | Stany Zjednoczone | UAE Team Emirates | + 34"   |
| 6. | Thymen Arensman    | Holandia          | Ineos Grenadiers  | + 39"   |
| 7. | João Almeida       | Portugalia        | UAE Team Emirates | + 41"   |
| 8. | Andreas Leknessund | Norwegia          | Team DSM          | + 41"   |
| 9. | Casper Pedersen    | Dania             | Soudal Quick-Step | + 47"   |
| 10. | Wilco Kelderman    | Holandia          | Jumbo-Visma       | + 48"   |

| \| Klasyfikacja generalna \| Klasyfikacja generalna \| Klasyfikacja generalna \| Klasyfikacja generalna \| Klasyfikacja generalna \| \| Kolarz \| Kolarz \| Państwo \| Drużyna \| Czas \| \| ---------------------- \| ---------------------- \| ---------------------- \| ---------------------- \| ---------------------- \| \| 1. \| Filippo Ganna \| Włochy \| Ineos Grenadiers \| 12' 28" \| \| 2. \| Lennard Kämna \| Niemcy \| Bora-Hansgrohe \| + 28" \| \| 3. \| Magnus Sheffield \| Stany Zjednoczone \| Ineos Grenadiers \| + 31" \| \| 4. \| Michael Hepburn \| Australia \| Team Jayco AlUla \| + 33" \| \| 5. \| Brandon McNulty \| Stany Zjednoczone \| UAE Team Emirates \| + 34" \| \| 6. \| Thymen Arensman \| Holandia \| Ineos Grenadiers \| + 39" \| \| 7. \| João Almeida \| Portugalia \| UAE Team Emirates \| + 41" \| \| 8. \| Andreas Leknessund \| Norwegia \| Team DSM \| + 41" \| \| 9. \| Casper Pedersen \| Dania \| Soudal Quick-Step \| + 47" \| \| 10. \| Wilco Kelderman \| Holandia \| Jumbo-Visma \| + 47" \| |                    |                   |                   |         |
| |                    |                   |                   |         |
| Źródło: ProCyclingStats |                    |                   |                   |         |
| Klasyfikacja generalna |                    |                   |                   |         |
| Kolarz | Kolarz             | Państwo           | Drużyna           | Czas    |
| 1. | Filippo Ganna      | Włochy            | Ineos Grenadiers  | 12' 28" |
| 2. | Lennard Kämna      | Niemcy            | Bora-Hansgrohe    | + 28"   |
| 3. | Magnus Sheffield   | Stany Zjednoczone | Ineos Grenadiers  | + 31"   |
| 4. | Michael Hepburn    | Australia         | Team Jayco AlUla  | + 33"   |
| 5. | Brandon McNulty    | Stany Zjednoczone | UAE Team Emirates | + 34"   |
| 6. | Thymen Arensman    | Holandia          | Ineos Grenadiers  | + 39"   |
| 7. | João Almeida       | Portugalia        | UAE Team Emirates | + 41"   |
| 8. | Andreas Leknessund | Norwegia          | Team DSM          | + 41"   |
| 9. | Casper Pedersen    | Dania             | Soudal Quick-Step | + 47"   |
| 10. | Wilco Kelderman    | Holandia          | Jumbo-Visma       | + 47"   |

### Etap 2
| Camaiore - Follonica | pagórkowaty | (210 km) |

| \| Klasyfikacja etapu \| Klasyfikacja etapu \| Klasyfikacja etapu \| Klasyfikacja etapu \| Klasyfikacja etapu \| \| Kolarz \| Kolarz \| Państwo \| Drużyna \| Czas \| \| ------------------ \| --------------------- \| ------------------ \| ------------------------ \| ------------------ \| \| 1. \| Fabio Jakobsen \| Holandia \| Soudal Quick-Step \| 5h 06' 33" \| \| 2. \| Jasper Philipsen \| Belgia \| Alpecin-Deceuninck \| + 0" \| \| 3. \| Fernando Gaviria \| Kolumbia \| Movistar Team \| + 0" \| \| 4. \| Biniam Girmay \| Erytrea \| Intermarché-Circus-Wanty \| + 0" \| \| 5. \| Juan Sebastián Molano \| Kolumbia \| UAE Team Emirates \| + 0" \| \| 6. \| Phil Bauhaus \| Niemcy \| Bahrain Victorious \| + 0" \| \| 7. \| Dylan Groenewegen \| Holandia \| Team Jayco AlUla \| + 0" \| \| 8. \| Simone Consonni \| Włochy \| Cofidis \| + 0" \| \| 9. \| Jordi Meeus \| Belgia \| Bora-Hansgrohe \| + 0" \| \| 10. \| Nacer Bouhanni \| Francja \| Arkéa-Samsic \| + 0" \| |                       |          |                          |            |
| |                       |          |                          |            |
| Źródło: ProCyclingStats |                       |          |                          |            |
| Klasyfikacja etapu |                       |          |                          |            |
| Kolarz | Kolarz                | Państwo  | Drużyna                  | Czas       |
| 1. | Fabio Jakobsen        | Holandia | Soudal Quick-Step        | 5h 06' 33" |
| 2. | Jasper Philipsen      | Belgia   | Alpecin-Deceuninck       | + 0"       |
| 3. | Fernando Gaviria      | Kolumbia | Movistar Team            | + 0"       |
| 4. | Biniam Girmay         | Erytrea  | Intermarché-Circus-Wanty | + 0"       |
| 5. | Juan Sebastián Molano | Kolumbia | UAE Team Emirates        | + 0"       |
| 6. | Phil Bauhaus          | Niemcy   | Bahrain Victorious       | + 0"       |
| 7. | Dylan Groenewegen     | Holandia | Team Jayco AlUla         | + 0"       |
| 8. | Simone Consonni       | Włochy   | Cofidis                  | + 0"       |
| 9. | Jordi Meeus           | Belgia   | Bora-Hansgrohe           | + 0"       |
| 10. | Nacer Bouhanni        | Francja  | Arkéa-Samsic             | + 0"       |

| \| Klasyfikacja generalna \| Klasyfikacja generalna \| Klasyfikacja generalna \| Klasyfikacja generalna \| Klasyfikacja generalna \| \| Kolarz \| Kolarz \| Państwo \| Drużyna \| Czas \| \| ---------------------- \| ---------------------- \| ---------------------- \| ---------------------- \| ---------------------- \| \| 1. \| Filippo Ganna \| Włochy \| Ineos Grenadiers \| 5h 19' 01" \| \| 2. \| Lennard Kämna \| Niemcy \| Bora-Hansgrohe \| + 28" \| \| 3. \| Magnus Sheffield \| Stany Zjednoczone \| Ineos Grenadiers \| + 31" \| \| 4. \| Brandon McNulty \| Stany Zjednoczone \| UAE Team Emirates \| + 34" \| \| 5. \| Thymen Arensman \| Holandia \| Ineos Grenadiers \| + 39" \| \| 6. \| João Almeida \| Portugalia \| UAE Team Emirates \| + 41" \| \| 7. \| Andreas Leknessund \| Norwegia \| Team DSM \| + 41" \| \| 8. \| Casper Pedersen \| Dania \| Soudal Quick-Step \| + 47" \| \| 9. \| Wilco Kelderman \| Holandia \| Jumbo-Visma \| + 48" \| \| 10. \| Aleksiej Łucenko \| Kazachstan \| Astana Qazaqstan Team \| + 48" \| |                    |                   |                       |            |
| |                    |                   |                       |            |
| Źródło: ProCyclingStats |                    |                   |                       |            |
| Klasyfikacja generalna |                    |                   |                       |            |
| Kolarz | Kolarz             | Państwo           | Drużyna               | Czas       |
| 1. | Filippo Ganna      | Włochy            | Ineos Grenadiers      | 5h 19' 01" |
| 2. | Lennard Kämna      | Niemcy            | Bora-Hansgrohe        | + 28"      |
| 3. | Magnus Sheffield   | Stany Zjednoczone | Ineos Grenadiers      | + 31"      |
| 4. | Brandon McNulty    | Stany Zjednoczone | UAE Team Emirates     | + 34"      |
| 5. | Thymen Arensman    | Holandia          | Ineos Grenadiers      | + 39"      |
| 6. | João Almeida       | Portugalia        | UAE Team Emirates     | + 41"      |
| 7. | Andreas Leknessund | Norwegia          | Team DSM              | + 41"      |
| 8. | Casper Pedersen    | Dania             | Soudal Quick-Step     | + 47"      |
| 9. | Wilco Kelderman    | Holandia          | Jumbo-Visma           | + 48"      |
| 10. | Aleksiej Łucenko   | Kazachstan        | Astana Qazaqstan Team | + 48"      |

### Etap 3
| Follonica - Foligno | pagórkowaty | (216 km) |

| \| Klasyfikacja etapu \| Klasyfikacja etapu \| Klasyfikacja etapu \| Klasyfikacja etapu \| Klasyfikacja etapu \| \| Kolarz \| Kolarz \| Państwo \| Drużyna \| Czas \| \| ------------------ \| ------------------ \| ------------------ \| ------------------------ \| ------------------ \| \| 1. \| Jasper Philipsen \| Belgia \| Alpecin-Deceuninck \| 49' 08" \| \| 2. \| Phil Bauhaus \| Niemcy \| Bahrain Victorious \| + 0" \| \| 3. \| Biniam Girmay \| Erytrea \| Intermarché-Circus-Wanty \| + 0" \| \| 4. \| Matteo Moschetti \| Włochy \| Q36.5 Pro Cycling Team \| + 0" \| \| 5. \| Simone Consonni \| Włochy \| Cofidis \| + 0" \| \| 6. \| Wout van Aert \| Belgia \| Jumbo-Visma \| + 0" \| \| 7. \| Edward Theuns \| Belgia \| Trek-Segafredo \| + 0" \| \| 8. \| Dylan Groenewegen \| Holandia \| Team Jayco AlUla \| + 0" \| \| 9. \| Fabio Jakobsen \| Holandia \| Soudal Quick-Step \| + 0" \| \| 10. \| Jordi Meeus \| Belgia \| Bora-Hansgrohe \| + 0" \| |                   |          |                          |         |
| |                   |          |                          |         |
| Źródło: ProCyclingStats |                   |          |                          |         |
| Klasyfikacja etapu |                   |          |                          |         |
| Kolarz | Kolarz            | Państwo  | Drużyna                  | Czas    |
| 1. | Jasper Philipsen  | Belgia   | Alpecin-Deceuninck       | 49' 08" |
| 2. | Phil Bauhaus      | Niemcy   | Bahrain Victorious       | + 0"    |
| 3. | Biniam Girmay     | Erytrea  | Intermarché-Circus-Wanty | + 0"    |
| 4. | Matteo Moschetti  | Włochy   | Q36.5 Pro Cycling Team   | + 0"    |
| 5. | Simone Consonni   | Włochy   | Cofidis                  | + 0"    |
| 6. | Wout van Aert     | Belgia   | Jumbo-Visma              | + 0"    |
| 7. | Edward Theuns     | Belgia   | Trek-Segafredo           | + 0"    |
| 8. | Dylan Groenewegen | Holandia | Team Jayco AlUla         | + 0"    |
| 9. | Fabio Jakobsen    | Holandia | Soudal Quick-Step        | + 0"    |
| 10. | Jordi Meeus       | Belgia   | Bora-Hansgrohe           | + 0"    |

| \| Klasyfikacja generalna \| Klasyfikacja generalna \| Klasyfikacja generalna \| Klasyfikacja generalna \| Klasyfikacja generalna \| \| Kolarz \| Kolarz \| Państwo \| Drużyna \| Czas \| \| ---------------------- \| ---------------------- \| ---------------------- \| ---------------------- \| ---------------------- \| \| 1. \| Filippo Ganna \| Włochy \| Ineos Grenadiers \| 10h 38' 09" \| \| 2. \| Lennard Kämna \| Niemcy \| Bora-Hansgrohe \| + 28" \| \| 3. \| Magnus Sheffield \| Stany Zjednoczone \| Ineos Grenadiers \| + 30" \| \| 4. \| Brandon McNulty \| Stany Zjednoczone \| UAE Team Emirates \| + 34" \| \| 5. \| Thymen Arensman \| Holandia \| Ineos Grenadiers \| + 39" \| \| 6. \| João Almeida \| Portugalia \| UAE Team Emirates \| + 41" \| \| 7. \| Andreas Leknessund \| Norwegia \| Team DSM \| + 41" \| \| 8. \| Casper Pedersen \| Dania \| Soudal Quick-Step \| + 47" \| \| 9. \| Wilco Kelderman \| Holandia \| Jumbo-Visma \| + 48" \| \| 10. \| Aleksiej Łucenko \| Kazachstan \| Astana Qazaqstan Team \| + 48" \| |                    |                   |                       |             |
| |                    |                   |                       |             |
| Źródło: ProCyclingStats |                    |                   |                       |             |
| Klasyfikacja generalna |                    |                   |                       |             |
| Kolarz | Kolarz             | Państwo           | Drużyna               | Czas        |
| 1. | Filippo Ganna      | Włochy            | Ineos Grenadiers      | 10h 38' 09" |
| 2. | Lennard Kämna      | Niemcy            | Bora-Hansgrohe        | + 28"       |
| 3. | Magnus Sheffield   | Stany Zjednoczone | Ineos Grenadiers      | + 30"       |
| 4. | Brandon McNulty    | Stany Zjednoczone | UAE Team Emirates     | + 34"       |
| 5. | Thymen Arensman    | Holandia          | Ineos Grenadiers      | + 39"       |
| 6. | João Almeida       | Portugalia        | UAE Team Emirates     | + 41"       |
| 7. | Andreas Leknessund | Norwegia          | Team DSM              | + 41"       |
| 8. | Casper Pedersen    | Dania             | Soudal Quick-Step     | + 47"       |
| 9. | Wilco Kelderman    | Holandia          | Jumbo-Visma           | + 48"       |
| 10. | Aleksiej Łucenko   | Kazachstan        | Astana Qazaqstan Team | + 48"       |

### Etap 4
| Greccio - Tortoreto | górzysty | (218 km) |

| \| Klasyfikacja etapu \| Klasyfikacja etapu \| Klasyfikacja etapu \| Klasyfikacja etapu \| Klasyfikacja etapu \| \| Kolarz \| Kolarz \| Państwo \| Drużyna \| Czas \| \| ------------------ \| ------------------ \| ------------------ \| --------------------- \| ------------------ \| \| 1. \| Primož Roglič \| Słowenia \| Jumbo-Visma \| 5h 00' 04" \| \| 2. \| Julian Alaphilippe \| Francja \| Soudal Quick-Step \| + 0" \| \| 3. \| Adam Yates \| Wielka Brytania \| UAE Team Emirates \| + 0" \| \| 4. \| Wilco Kelderman \| Holandia \| Jumbo-Visma \| + 0" \| \| 5. \| Tao Geoghegan Hart \| Wielka Brytania \| Ineos Grenadiers \| + 0" \| \| 6. \| Enric Mas \| Hiszpania \| Movistar Team \| + 0" \| \| 7. \| Victor Lafay \| Francja \| Cofidis \| + 0" \| \| 8. \| João Almeida \| Portugalia \| UAE Team Emirates \| + 0" \| \| 9. \| Aleksandr Własow \| brak \| Bora-Hansgrohe \| + 0" \| \| 10. \| Hugh Carthy \| Wielka Brytania \| EF Education-EasyPost \| + 0" \| |                    |                 |                       |            |
| |                    |                 |                       |            |
| Źródło: ProCyclingStats |                    |                 |                       |            |
| Klasyfikacja etapu |                    |                 |                       |            |
| Kolarz | Kolarz             | Państwo         | Drużyna               | Czas       |
| 1. | Primož Roglič      | Słowenia        | Jumbo-Visma           | 5h 00' 04" |
| 2. | Julian Alaphilippe | Francja         | Soudal Quick-Step     | + 0"       |
| 3. | Adam Yates         | Wielka Brytania | UAE Team Emirates     | + 0"       |
| 4. | Wilco Kelderman    | Holandia        | Jumbo-Visma           | + 0"       |
| 5. | Tao Geoghegan Hart | Wielka Brytania | Ineos Grenadiers      | + 0"       |
| 6. | Enric Mas          | Hiszpania       | Movistar Team         | + 0"       |
| 7. | Victor Lafay       | Francja         | Cofidis               | + 0"       |
| 8. | João Almeida       | Portugalia      | UAE Team Emirates     | + 0"       |
| 9. | Aleksandr Własow   | brak            | Bora-Hansgrohe        | + 0"       |
| 10. | Hugh Carthy        | Wielka Brytania | EF Education-EasyPost | + 0"       |

| \| Klasyfikacja generalna \| Klasyfikacja generalna \| Klasyfikacja generalna \| Klasyfikacja generalna \| Klasyfikacja generalna \| \| Kolarz \| Kolarz \| Państwo \| Drużyna \| Czas \| \| ---------------------- \| ---------------------- \| ---------------------- \| ---------------------- \| ---------------------- \| \| 1. \| Lennard Kämna \| Niemcy \| Bora-Hansgrohe \| 15h 38' 46" \| \| 2. \| Primož Roglič \| Słowenia \| Jumbo-Visma \| + 6" \| \| 3. \| João Almeida \| Portugalia \| UAE Team Emirates \| + 8" \| \| 4. \| Brandon McNulty \| Stany Zjednoczone \| UAE Team Emirates \| + 13" \| \| 5. \| Wilco Kelderman \| Holandia \| Jumbo-Visma \| + 15" \| \| 6. \| Aleksandr Własow \| brak \| Bora-Hansgrohe \| + 17" \| \| 7. \| Jai Hindley \| Australia \| Bora-Hansgrohe \| + 18" \| \| 8. \| Tao Geoghegan Hart \| Wielka Brytania \| Ineos Grenadiers \| + 19" \| \| 9. \| Giulio Ciccone \| Włochy \| Trek-Segafredo \| + 26" \| \| 10. \| Enric Mas \| Hiszpania \| Movistar Team \| + 27" \| |                    |                   |                   |             |
| |                    |                   |                   |             |
| Źródło: ProCyclingStats |                    |                   |                   |             |
| Klasyfikacja generalna |                    |                   |                   |             |
| Kolarz | Kolarz             | Państwo           | Drużyna           | Czas        |
| 1. | Lennard Kämna      | Niemcy            | Bora-Hansgrohe    | 15h 38' 46" |
| 2. | Primož Roglič      | Słowenia          | Jumbo-Visma       | + 6"        |
| 3. | João Almeida       | Portugalia        | UAE Team Emirates | + 8"        |
| 4. | Brandon McNulty    | Stany Zjednoczone | UAE Team Emirates | + 13"       |
| 5. | Wilco Kelderman    | Holandia          | Jumbo-Visma       | + 15"       |
| 6. | Aleksandr Własow   | brak              | Bora-Hansgrohe    | + 17"       |
| 7. | Jai Hindley        | Australia         | Bora-Hansgrohe    | + 18"       |
| 8. | Tao Geoghegan Hart | Wielka Brytania   | Ineos Grenadiers  | + 19"       |
| 9. | Giulio Ciccone     | Włochy            | Trek-Segafredo    | + 26"       |
| 10. | Enric Mas          | Hiszpania         | Movistar Team     | + 27"       |

### Etap 5
| Morro d'Oro - Sassotetto | górski | (168 km) |

| \| Klasyfikacja etapu \| Klasyfikacja etapu \| Klasyfikacja etapu \| Klasyfikacja etapu \| Klasyfikacja etapu \| \| Kolarz \| Kolarz \| Państwo \| Drużyna \| Czas \| \| ------------------ \| ------------------ \| ------------------ \| ------------------ \| ------------------ \| \| 1. \| Primož Roglič \| Słowenia \| Jumbo-Visma \| 4h 38' 32" \| \| 2. \| Giulio Ciccone \| Włochy \| Trek-Segafredo \| + 0" \| \| 3. \| Tao Geoghegan Hart \| Wielka Brytania \| Ineos Grenadiers \| + 0" \| \| 4. \| Jai Hindley \| Australia \| Bora-Hansgrohe \| + 0" \| \| 5. \| Lennard Kämna \| Niemcy \| Bora-Hansgrohe \| + 0" \| \| 6. \| Aleksandr Własow \| brak \| Bora-Hansgrohe \| + 0" \| \| 7. \| Mikel Landa \| Hiszpania \| Bahrain Victorious \| + 0" \| \| 8. \| João Almeida \| Portugalia \| UAE Team Emirates \| + 0" \| \| 9. \| Damiano Caruso \| Włochy \| Bahrain Victorious \| + 0" \| \| 10. \| Brandon McNulty \| Stany Zjednoczone \| UAE Team Emirates \| + 0" \| |                    |                   |                    |            |
| |                    |                   |                    |            |
| Źródło: ProCyclingStats |                    |                   |                    |            |
| Klasyfikacja etapu |                    |                   |                    |            |
| Kolarz | Kolarz             | Państwo           | Drużyna            | Czas       |
| 1. | Primož Roglič      | Słowenia          | Jumbo-Visma        | 4h 38' 32" |
| 2. | Giulio Ciccone     | Włochy            | Trek-Segafredo     | + 0"       |
| 3. | Tao Geoghegan Hart | Wielka Brytania   | Ineos Grenadiers   | + 0"       |
| 4. | Jai Hindley        | Australia         | Bora-Hansgrohe     | + 0"       |
| 5. | Lennard Kämna      | Niemcy            | Bora-Hansgrohe     | + 0"       |
| 6. | Aleksandr Własow   | brak              | Bora-Hansgrohe     | + 0"       |
| 7. | Mikel Landa        | Hiszpania         | Bahrain Victorious | + 0"       |
| 8. | João Almeida       | Portugalia        | UAE Team Emirates  | + 0"       |
| 9. | Damiano Caruso     | Włochy            | Bahrain Victorious | + 0"       |
| 10. | Brandon McNulty    | Stany Zjednoczone | UAE Team Emirates  | + 0"       |

| \| Klasyfikacja generalna \| Klasyfikacja generalna \| Klasyfikacja generalna \| Klasyfikacja generalna \| Klasyfikacja generalna \| \| Kolarz \| Kolarz \| Państwo \| Drużyna \| Czas \| \| ---------------------- \| ---------------------- \| ---------------------- \| ---------------------- \| ---------------------- \| \| 1. \| Primož Roglič \| Słowenia \| Jumbo-Visma \| 20h 17' 14" \| \| 2. \| Lennard Kämna \| Niemcy \| Bora-Hansgrohe \| + 4" \| \| 3. \| João Almeida \| Portugalia \| UAE Team Emirates \| + 12" \| \| 4. \| Brandon McNulty \| Stany Zjednoczone \| UAE Team Emirates \| + 17" \| \| 5. \| Wilco Kelderman \| Holandia \| Jumbo-Visma \| + 19" \| \| 6. \| Tao Geoghegan Hart \| Wielka Brytania \| Ineos Grenadiers \| + 19" \| \| 7. \| Aleksandr Własow \| brak \| Bora-Hansgrohe \| + 21" \| \| 8. \| Jai Hindley \| Australia \| Bora-Hansgrohe \| + 22" \| \| 9. \| Giulio Ciccone \| Włochy \| Trek-Segafredo \| + 24" \| \| 10. \| Enric Mas \| Hiszpania \| Movistar Team \| + 31" \| |                    |                   |                   |             |
| |                    |                   |                   |             |
| Źródło: ProCyclingStats |                    |                   |                   |             |
| Klasyfikacja generalna |                    |                   |                   |             |
| Kolarz | Kolarz             | Państwo           | Drużyna           | Czas        |
| 1. | Primož Roglič      | Słowenia          | Jumbo-Visma       | 20h 17' 14" |
| 2. | Lennard Kämna      | Niemcy            | Bora-Hansgrohe    | + 4"        |
| 3. | João Almeida       | Portugalia        | UAE Team Emirates | + 12"       |
| 4. | Brandon McNulty    | Stany Zjednoczone | UAE Team Emirates | + 17"       |
| 5. | Wilco Kelderman    | Holandia          | Jumbo-Visma       | + 19"       |
| 6. | Tao Geoghegan Hart | Wielka Brytania   | Ineos Grenadiers  | + 19"       |
| 7. | Aleksandr Własow   | brak              | Bora-Hansgrohe    | + 21"       |
| 8. | Jai Hindley        | Australia         | Bora-Hansgrohe    | + 22"       |
| 9. | Giulio Ciccone     | Włochy            | Trek-Segafredo    | + 24"       |
| 10. | Enric Mas          | Hiszpania         | Movistar Team     | + 31"       |

### Etap 6
| Osimo Stazione - Osimo | pagórkowaty | (193 km) |

| \| Klasyfikacja etapu \| Klasyfikacja etapu \| Klasyfikacja etapu \| Klasyfikacja etapu \| Klasyfikacja etapu \| \| Kolarz \| Kolarz \| Państwo \| Drużyna \| Czas \| \| ------------------ \| ------------------ \| ------------------ \| --------------------- \| ------------------ \| \| 1. \| Primož Roglič \| Słowenia \| Jumbo-Visma \| 4h 49' 17" \| \| 2. \| Tao Geoghegan Hart \| Wielka Brytania \| Ineos Grenadiers \| + 0" \| \| 3. \| João Almeida \| Portugalia \| UAE Team Emirates \| + 0" \| \| 4. \| Enric Mas \| Hiszpania \| Movistar Team \| + 0" \| \| 5. \| Mikel Landa \| Hiszpania \| Bahrain Victorious \| + 0" \| \| 6. \| Giulio Ciccone \| Włochy \| Trek-Segafredo \| + 3" \| \| 7. \| Hugh Carthy \| Wielka Brytania \| EF Education-EasyPost \| + 9" \| \| 8. \| Michael Woods \| Kanada \| Israel-Premier Tech \| + 9" \| \| 9. \| Thomas Pidcock \| Wielka Brytania \| Ineos Grenadiers \| + 20" \| \| 10. \| Wout van Aert \| Belgia \| Jumbo-Visma \| + 20" \| |                    |                 |                       |            |
| |                    |                 |                       |            |
| Źródło: ProCyclingStats |                    |                 |                       |            |
| Klasyfikacja etapu |                    |                 |                       |            |
| Kolarz | Kolarz             | Państwo         | Drużyna               | Czas       |
| 1. | Primož Roglič      | Słowenia        | Jumbo-Visma           | 4h 49' 17" |
| 2. | Tao Geoghegan Hart | Wielka Brytania | Ineos Grenadiers      | + 0"       |
| 3. | João Almeida       | Portugalia      | UAE Team Emirates     | + 0"       |
| 4. | Enric Mas          | Hiszpania       | Movistar Team         | + 0"       |
| 5. | Mikel Landa        | Hiszpania       | Bahrain Victorious    | + 0"       |
| 6. | Giulio Ciccone     | Włochy          | Trek-Segafredo        | + 3"       |
| 7. | Hugh Carthy        | Wielka Brytania | EF Education-EasyPost | + 9"       |
| 8. | Michael Woods      | Kanada          | Israel-Premier Tech   | + 9"       |
| 9. | Thomas Pidcock     | Wielka Brytania | Ineos Grenadiers      | + 20"      |
| 10. | Wout van Aert      | Belgia          | Jumbo-Visma           | + 20"      |

| \| Klasyfikacja generalna \| Klasyfikacja generalna \| Klasyfikacja generalna \| Klasyfikacja generalna \| Klasyfikacja generalna \| \| Kolarz \| Kolarz \| Państwo \| Drużyna \| Czas \| \| ---------------------- \| ---------------------- \| ---------------------- \| ---------------------- \| ---------------------- \| \| 1. \| Primož Roglič \| Słowenia \| Jumbo-Visma \| 25h 06' 21" \| \| 2. \| João Almeida \| Portugalia \| UAE Team Emirates \| + 18" \| \| 3. \| Tao Geoghegan Hart \| Wielka Brytania \| Ineos Grenadiers \| + 23" \| \| 4. \| Lennard Kämna \| Niemcy \| Bora-Hansgrohe \| + 34" \| \| 5. \| Giulio Ciccone \| Włochy \| Trek-Segafredo \| + 37" \| \| 6. \| Enric Mas \| Hiszpania \| Movistar Team \| + 41" \| \| 7. \| Mikel Landa \| Hiszpania \| Bahrain Victorious \| + 56" \| \| 8. \| Hugh Carthy \| Wielka Brytania \| EF Education-EasyPost \| + 57" \| \| 9. \| Aleksandr Własow \| brak \| Bora-Hansgrohe \| + 1' 10" \| \| 10. \| Thibaut Pinot \| Francja \| Groupama-FDJ \| + 1' 11" \| |                    |                 |                       |             |
| |                    |                 |                       |             |
| Źródło: ProCyclingStats |                    |                 |                       |             |
| Klasyfikacja generalna |                    |                 |                       |             |
| Kolarz | Kolarz             | Państwo         | Drużyna               | Czas        |
| 1. | Primož Roglič      | Słowenia        | Jumbo-Visma           | 25h 06' 21" |
| 2. | João Almeida       | Portugalia      | UAE Team Emirates     | + 18"       |
| 3. | Tao Geoghegan Hart | Wielka Brytania | Ineos Grenadiers      | + 23"       |
| 4. | Lennard Kämna      | Niemcy          | Bora-Hansgrohe        | + 34"       |
| 5. | Giulio Ciccone     | Włochy          | Trek-Segafredo        | + 37"       |
| 6. | Enric Mas          | Hiszpania       | Movistar Team         | + 41"       |
| 7. | Mikel Landa        | Hiszpania       | Bahrain Victorious    | + 56"       |
| 8. | Hugh Carthy        | Wielka Brytania | EF Education-EasyPost | + 57"       |
| 9. | Aleksandr Własow   | brak            | Bora-Hansgrohe        | + 1' 10"    |
| 10. | Thibaut Pinot      | Francja         | Groupama-FDJ          | + 1' 11"    |

### Etap 7
| San Benedetto del Tronto - San Benedetto del Tronto | płaski | (154 km) |

| \| Klasyfikacja etapu \| Klasyfikacja etapu \| Klasyfikacja etapu \| Klasyfikacja etapu \| Klasyfikacja etapu \| \| Kolarz \| Kolarz \| Państwo \| Drużyna \| Czas \| \| ------------------ \| ------------------ \| ------------------ \| ---------------------------------- \| ------------------ \| \| 1. \| Jasper Philipsen \| Belgia \| Alpecin-Deceuninck \| 3h 32' 36" \| \| 2. \| Dylan Groenewegen \| Holandia \| Team Jayco AlUla \| + 0" \| \| 3. \| Alberto Dainese \| Włochy \| Team DSM \| + 0" \| \| 4. \| Phil Bauhaus \| Niemcy \| Bahrain Victorious \| + 0" \| \| 5. \| Simone Consonni \| Włochy \| Cofidis \| + 0" \| \| 6. \| Giacomo Nizzolo \| Włochy \| Israel-Premier Tech \| + 0" \| \| 7. \| Jordi Meeus \| Belgia \| Bora-Hansgrohe \| + 0" \| \| 8. \| Clément Russo \| Francja \| Arkéa-Samsic \| + 0" \| \| 9. \| Luca Colnaghi \| Włochy \| Green Project-Bardiani CSF-Faizanè \| + 0" \| \| 10. \| Fernando Gaviria \| Kolumbia \| Movistar Team \| + 0" \| |                   |          |                                    |            |
| |                   |          |                                    |            |
| Źródło: ProCyclingStats |                   |          |                                    |            |
| Klasyfikacja etapu |                   |          |                                    |            |
| Kolarz | Kolarz            | Państwo  | Drużyna                            | Czas       |
| 1. | Jasper Philipsen  | Belgia   | Alpecin-Deceuninck                 | 3h 32' 36" |
| 2. | Dylan Groenewegen | Holandia | Team Jayco AlUla                   | + 0"       |
| 3. | Alberto Dainese   | Włochy   | Team DSM                           | + 0"       |
| 4. | Phil Bauhaus      | Niemcy   | Bahrain Victorious                 | + 0"       |
| 5. | Simone Consonni   | Włochy   | Cofidis                            | + 0"       |
| 6. | Giacomo Nizzolo   | Włochy   | Israel-Premier Tech                | + 0"       |
| 7. | Jordi Meeus       | Belgia   | Bora-Hansgrohe                     | + 0"       |
| 8. | Clément Russo     | Francja  | Arkéa-Samsic                       | + 0"       |
| 9. | Luca Colnaghi     | Włochy   | Green Project-Bardiani CSF-Faizanè | + 0"       |
| 10. | Fernando Gaviria  | Kolumbia | Movistar Team                      | + 0"       |

## Klasyfikacje

### Klasyfikacja generalna
| \| Klasyfikacja generalna \| Klasyfikacja generalna \| Klasyfikacja generalna \| Klasyfikacja generalna \| Klasyfikacja generalna \| \| Kolarz \| Kolarz \| Państwo \| Drużyna \| Czas \| \| ---------------------- \| ---------------------- \| ---------------------- \| ---------------------- \| ---------------------- \| \| 1. \| Primož Roglič \| Słowenia \| Jumbo-Visma \| 28h 38' 57" \| \| 2. \| João Almeida \| Portugalia \| UAE Team Emirates \| + 18" \| \| 3. \| Tao Geoghegan Hart \| Wielka Brytania \| Ineos Grenadiers \| + 23" \| \| 4. \| Lennard Kämna \| Niemcy \| Bora-Hansgrohe \| + 34" \| \| 5. \| Giulio Ciccone \| Włochy \| Trek-Segafredo \| + 37" \| \| 6. \| Enric Mas \| Hiszpania \| Movistar Team \| + 41" \| \| 7. \| Mikel Landa \| Hiszpania \| Bahrain Victorious \| + 56" \| \| 8. \| Hugh Carthy \| Wielka Brytania \| EF Education-EasyPost \| + 57" \| \| 9. \| Aleksandr Własow \| brak \| Bora-Hansgrohe \| + 1' 10" \| \| 10. \| Thibaut Pinot \| Francja \| Groupama-FDJ \| + 1' 11" \| |                    |                 |                       |             |
| |                    |                 |                       |             |
| Źródło: ProCyclingStats |                    |                 |                       |             |
| Klasyfikacja generalna |                    |                 |                       |             |
| Kolarz | Kolarz             | Państwo         | Drużyna               | Czas        |
| 1. | Primož Roglič      | Słowenia        | Jumbo-Visma           | 28h 38' 57" |
| 2. | João Almeida       | Portugalia      | UAE Team Emirates     | + 18"       |
| 3. | Tao Geoghegan Hart | Wielka Brytania | Ineos Grenadiers      | + 23"       |
| 4. | Lennard Kämna      | Niemcy          | Bora-Hansgrohe        | + 34"       |
| 5. | Giulio Ciccone     | Włochy          | Trek-Segafredo        | + 37"       |
| 6. | Enric Mas          | Hiszpania       | Movistar Team         | + 41"       |
| 7. | Mikel Landa        | Hiszpania       | Bahrain Victorious    | + 56"       |
| 8. | Hugh Carthy        | Wielka Brytania | EF Education-EasyPost | + 57"       |
| 9. | Aleksandr Własow   | brak            | Bora-Hansgrohe        | + 1' 10"    |
| 10. | Thibaut Pinot      | Francja         | Groupama-FDJ          | + 1' 11"    |

| Klasyfikacja punktowa | Klasyfikacja punktowa | Klasyfikacja punktowa | Klasyfikacja punktowa    | Klasyfikacja punktowa |
| Kolarz                | Kolarz                | Państwo               | Drużyna                  | Punkty                |
| --------------------- | --------------------- | --------------------- | ------------------------ | --------------------- |
| 1.                    | Primož Roglič         | Słowenia              | Jumbo-Visma              | 36 pkt                |
| 2.                    | Jasper Philipsen      | Belgia                | Alpecin-Deceuninck       | 34 pkt                |
| 3.                    | Tao Geoghegan Hart    | Wielka Brytania       | Ineos Grenadiers         | 24 pkt                |
| 4.                    | Phil Bauhaus          | Niemcy                | Bahrain Victorious       | 22 pkt                |
| 5.                    | João Almeida          | Portugalia            | UAE Team Emirates        | 18 pkt                |
| 6.                    | Dylan Groenewegen     | Holandia              | Team Jayco AlUla         | 17 pkt                |
| 7.                    | Lennard Kämna         | Niemcy                | Bora-Hansgrohe           | 16 pkt                |
| 8.                    | Giulio Ciccone        | Włochy                | Trek-Segafredo           | 15 pkt                |
| 9.                    | Biniam Girmay         | Erytrea               | Intermarché-Circus-Wanty | 15 pkt                |
| 10.                   | Simone Consonni       | Włochy                | Cofidis                  | 15 pkt                |

| Klasyfikacja punktowa | Klasyfikacja punktowa | Klasyfikacja punktowa | Klasyfikacja punktowa    | Klasyfikacja punktowa |
| Kolarz                | Kolarz                | Państwo               | Drużyna                  | Punkty                |
| --------------------- | --------------------- | --------------------- | ------------------------ | --------------------- |
| 1.                    | Primož Roglič         | Słowenia              | Jumbo-Visma              | 36 pkt                |
| 2.                    | Jasper Philipsen      | Belgia                | Alpecin-Deceuninck       | 34 pkt                |
| 3.                    | Tao Geoghegan Hart    | Wielka Brytania       | Ineos Grenadiers         | 24 pkt                |
| 4.                    | Phil Bauhaus          | Niemcy                | Bahrain Victorious       | 22 pkt                |
| 5.                    | João Almeida          | Portugalia            | UAE Team Emirates        | 18 pkt                |
| 6.                    | Dylan Groenewegen     | Holandia              | Team Jayco AlUla         | 17 pkt                |
| 7.                    | Lennard Kämna         | Niemcy                | Bora-Hansgrohe           | 16 pkt                |
| 8.                    | Giulio Ciccone        | Włochy                | Trek-Segafredo           | 15 pkt                |
| 9.                    | Biniam Girmay         | Erytrea               | Intermarché-Circus-Wanty | 15 pkt                |
| 10.                   | Simone Consonni       | Włochy                | Cofidis                  | 15 pkt                |

| Klasyfikacja górska | Klasyfikacja górska | Klasyfikacja górska | Klasyfikacja górska | Klasyfikacja górska |
| Kolarz              | Kolarz              | Państwo             | Drużyna             | Punkty              |
| ------------------- | ------------------- | ------------------- | ------------------- | ------------------- |
| 1.                  | Primož Roglič       | Słowenia            | Jumbo-Visma         | 25 pkt              |
| 2.                  | Davide Bais         | Włochy              | Eolo-Kometa         | 20 pkt              |
| 3.                  | Giulio Ciccone      | Włochy              | Trek-Segafredo      | 18 pkt              |
| 4.                  | Julian Alaphilippe  | Francja             | Soudal Quick-Step   | 11 pkt              |
| 5.                  | Tao Geoghegan Hart  | Wielka Brytania     | Ineos Grenadiers    | 11 pkt              |
| 6.                  | Quinn Simmons       | Stany Zjednoczone   | Trek-Segafredo      | 9 pkt               |
| 7.                  | Stefano Gandin      | Włochy              | Team Corratec       | 9 pkt               |
| 8.                  | Jai Hindley         | Australia           | Bora-Hansgrohe      | 7 pkt               |
| 9.                  | Nikias Arndt        | Niemcy              | Bahrain Victorious  | 6 pkt               |
| 10.                 | Mattia Bais         | Włochy              | Eolo-Kometa         | 6 pkt               |

| Klasyfikacja górska | Klasyfikacja górska | Klasyfikacja górska | Klasyfikacja górska | Klasyfikacja górska |
| Kolarz              | Kolarz              | Państwo             | Drużyna             | Punkty              |
| ------------------- | ------------------- | ------------------- | ------------------- | ------------------- |
| 1.                  | Primož Roglič       | Słowenia            | Jumbo-Visma         | 25 pkt              |
| 2.                  | Davide Bais         | Włochy              | Eolo-Kometa         | 20 pkt              |
| 3.                  | Giulio Ciccone      | Włochy              | Trek-Segafredo      | 18 pkt              |
| 4.                  | Julian Alaphilippe  | Francja             | Soudal Quick-Step   | 11 pkt              |
| 5.                  | Tao Geoghegan Hart  | Wielka Brytania     | Ineos Grenadiers    | 11 pkt              |
| 6.                  | Quinn Simmons       | Stany Zjednoczone   | Trek-Segafredo      | 9 pkt               |
| 7.                  | Stefano Gandin      | Włochy              | Team Corratec       | 9 pkt               |
| 8.                  | Jai Hindley         | Australia           | Bora-Hansgrohe      | 7 pkt               |
| 9.                  | Nikias Arndt        | Niemcy              | Bahrain Victorious  | 6 pkt               |
| 10.                 | Mattia Bais         | Włochy              | Eolo-Kometa         | 6 pkt               |

| Klasyfikacja młodzieżowa | Klasyfikacja młodzieżowa | Klasyfikacja młodzieżowa | Klasyfikacja młodzieżowa | Klasyfikacja młodzieżowa |
| Kolarz                   | Kolarz                   | Państwo                  | Drużyna                  | Czas                     |
| ------------------------ | ------------------------ | ------------------------ | ------------------------ | ------------------------ |
| 1.                       | João Almeida             | Portugalia               | UAE Team Emirates        | 28h 39' 15"              |
| 2.                       | Brandon McNulty          | Stany Zjednoczone        | UAE Team Emirates        | + 1' 01"                 |
| 3.                       | Felix Gall               | Austria                  | AG2R Citroën Team        | + 1' 56"                 |
| 4.                       | Andreas Leknessund       | Norwegia                 | Team DSM                 | + 2' 08"                 |
| 5.                       | Thymen Arensman          | Holandia                 | Ineos Grenadiers         | + 4' 09"                 |
| 6.                       | Magnus Sheffield         | Stany Zjednoczone        | Ineos Grenadiers         | + 7' 02"                 |
| 7.                       | Santiago Buitrago        | Kolumbia                 | Bahrain Victorious       | + 17' 05"                |
| 8.                       | Attila Valter            | Węgry                    | Jumbo-Visma              | + 17' 08"                |
| 9.                       | Andrea Bagioli           | Włochy                   | Soudal Quick-Step        | + 21' 48"                |
| 10.                      | Mark Donovan             | Wielka Brytania          | Q36.5 Pro Cycling Team   | + 23' 03"                |

| Klasyfikacja młodzieżowa | Klasyfikacja młodzieżowa | Klasyfikacja młodzieżowa | Klasyfikacja młodzieżowa | Klasyfikacja młodzieżowa |
| Kolarz                   | Kolarz                   | Państwo                  | Drużyna                  | Czas                     |
| ------------------------ | ------------------------ | ------------------------ | ------------------------ | ------------------------ |
| 1.                       | João Almeida             | Portugalia               | UAE Team Emirates        | 28h 39' 15"              |
| 2.                       | Brandon McNulty          | Stany Zjednoczone        | UAE Team Emirates        | + 1' 01"                 |
| 3.                       | Felix Gall               | Austria                  | AG2R Citroën Team        | + 1' 56"                 |
| 4.                       | Andreas Leknessund       | Norwegia                 | Team DSM                 | + 2' 08"                 |
| 5.                       | Thymen Arensman          | Holandia                 | Ineos Grenadiers         | + 4' 09"                 |
| 6.                       | Magnus Sheffield         | Stany Zjednoczone        | Ineos Grenadiers         | + 7' 02"                 |
| 7.                       | Santiago Buitrago        | Kolumbia                 | Bahrain Victorious       | + 17' 05"                |
| 8.                       | Attila Valter            | Węgry                    | Jumbo-Visma              | + 17' 08"                |
| 9.                       | Andrea Bagioli           | Włochy                   | Soudal Quick-Step        | + 21' 48"                |
| 10.                      | Mark Donovan             | Wielka Brytania          | Q36.5 Pro Cycling Team   | + 23' 03"                |

| Klasyfikacja drużynowa | Klasyfikacja drużynowa | Klasyfikacja drużynowa       | Klasyfikacja drużynowa |
| Drużyna                | Drużyna                | Państwo                      | Czas                   |
| ---------------------- | ---------------------- | ---------------------------- | ---------------------- |
| 1.                     | UAE Team Emirates      | Zjednoczone Emiraty Arabskie | 85h 59' 51"            |
| 2.                     | Bora-Hansgrohe         | Niemcy                       | + 29"                  |
| 3.                     | Ineos Grenadiers       | Wielka Brytania              | + 5' 03"               |
| 4.                     | Movistar Team          | Hiszpania                    | + 9' 26"               |
| 5.                     | Team DSM               | Holandia                     | + 11' 11"              |
| 6.                     | Jumbo-Visma            | Holandia                     | + 11' 30"              |
| 7.                     | Arkéa-Samsic           | Francja                      | + 14' 46"              |
| 8.                     | Bahrain Victorious     | Bahrajn                      | + 15' 04"              |
| 9.                     | Groupama-FDJ           | Francja                      | + 21' 14"              |
| 10.                    | AG2R Citroën Team      | Francja                      | + 27' 21"              |

| Klasyfikacja drużynowa | Klasyfikacja drużynowa | Klasyfikacja drużynowa       | Klasyfikacja drużynowa |
| Drużyna                | Drużyna                | Państwo                      | Czas                   |
| ---------------------- | ---------------------- | ---------------------------- | ---------------------- |
| 1.                     | UAE Team Emirates      | Zjednoczone Emiraty Arabskie | 85h 59' 51"            |
| 2.                     | Bora-Hansgrohe         | Niemcy                       | + 29"                  |
| 3.                     | Ineos Grenadiers       | Wielka Brytania              | + 5' 03"               |
| 4.                     | Movistar Team          | Hiszpania                    | + 9' 26"               |
| 5.                     | Team DSM               | Holandia                     | + 11' 11"              |
| 6.                     | Jumbo-Visma            | Holandia                     | + 11' 30"              |
| 7.                     | Arkéa-Samsic           | Francja                      | + 14' 46"              |
| 8.                     | Bahrain Victorious     | Bahrajn                      | + 15' 04"              |
| 9.                     | Groupama-FDJ           | Francja                      | + 21' 14"              |
| 10.                    | AG2R Citroën Team      | Francja                      | + 27' 21"              |

### Liderzy klasyfikacji
| Etap   |                            | Pierwsze miejsce _ | Klasyfikacja generalna | Punktowa         | Górska         | Młodzieżowa      | Drużynowa         |
| ------ | -------------------------- | ------------------ | ---------------------- | ---------------- | -------------- | ---------------- | ----------------- |
| 1      | jazda indywidualna na czas | Filippo Ganna      | Filippo Ganna          | Filippo Ganna    | nie przyznano  | Magnus Sheffield | Ineos Grenadiers  |
| 2      | pagórkowaty                | Fabio Jakobsen     | Filippo Ganna          | Filippo Ganna    | Stefano Gandin | Magnus Sheffield | Ineos Grenadiers  |
| 3      | pagórkowaty                | Jasper Philipsen   | Filippo Ganna          | Jasper Philipsen | Davide Bais    | Magnus Sheffield | Ineos Grenadiers  |
| 4      | górzysty                   | Primož Roglič      | Lennard Kämna          | Jasper Philipsen | Davide Bais    | João Almeida     | Bora-Hansgrohe    |
| 5      | górski                     | Primož Roglič      | Primož Roglič          | Primož Roglič    | Primož Roglič  | João Almeida     | Bora-Hansgrohe    |
| 6      | pagórkowaty                | Primož Roglič      | Primož Roglič          | Primož Roglič    | Primož Roglič  | João Almeida     | UAE Team Emirates |
| 7      | płaski                     | Jasper Philipsen   | Primož Roglič          | Primož Roglič    | Primož Roglič  | João Almeida     | UAE Team Emirates |
| Koniec | Koniec                     |                    | Primož Roglič          | Primož Roglič    | Primož Roglič  | João Almeida     | UAE Team Emirates |